# Боргудд, Слим
Карл Э́двард То́мми Бо́ргудд (швед. Karl Edward Tommy Borgudd), известный как Слим Бо́ргудд (швед. Slim Borgudd; 25 ноября 1946, Боргхольм — 23 февраля 2023) — шведский музыкант и автогонщик, участник чемпионата мира по автогонкам в классе Формула-1. Чемпион Европы по автогонкам на грузовых автомобилях 1995 года.

## Биография
Первоначально избрал для себя музыкальную карьеру, в 1970-х годах участвовал в выступлениях различных поп-групп в качестве барабанщика. Параллельно участвовал в различных автогоночных чемпионатах формул и спортивных автомобилей, в 1979 году стал чемпионом Швеции по автогонкам Формулы-3. В 1981 и 1982 годах соревновался в чемпионате мира Формулы-1, выступая за команды ATS и Tyrrell, набрал одно очко на Гран-при Великобритании 1981 года, пять раз не прошёл квалификацию. С 1983 года стартовал в европейском чемпионате по автогонкам на грузовых автомобилях. В 1995 году стал чемпионом Европы в гонках грузовых автомобилей. С 1998 года прекратил гоночную карьеру и позже стартовал в гонках лишь эпизодически.
Скончался 23 февраля 2023 года.

## Результаты выступлений в Формуле-1
| Легенда к таблице |                                                                    |
| --- | ------------------------------------------------------------------ |
| В таблице перечислены результаты всех Гран-при Формулы-1, в которых принимал участие гонщик. Строками таблицы являются сезоны, столбцами — этапы чемпионата мира. В каждой клетке указаны сокращённое название этапа и результат, дополнительно обозначенный цветом. Расшифровка обозначений и цветов представлена в нижеследующей таблице. |                                                                    |
| \| Пример \| Описание \| \| ------------ \| ------------------------------------------------------------------ \| \| 1 \| Победитель \| \| 2 \| Второе место \| \| 3 \| Третье место \| \| 5 \| Финишировал, заработав очки \| \| Сход \| Не финишировал, но при этом заработал очки \| \| 12 \| Финишировал, не получив очков \| \| НКЛ \| Финишировал, но не попал в финальную классификацию \| \| 15 \| Участвовал вне зачёта, либо по отдельной классификации \| \| 18 \| Не финишировал, но попал в финальную классификацию \| \| Сход \| Не финишировал \| \| НКВ \| Не прошёл квалификацию \| \| НПКВ \| Не прошёл предквалификацию \| \| ДСК \| Дисквалифицирован \| \| ИСК \| Исключён из протокола соревнований \| \| ТТ \| Заявлен для участия только в тренировках \| \| НС \| Участвовал в квалификации, но не стартовал в гонке \| \| Т \| Травмирован или болен \| \| ОТК \| Отказ от участия \| \| НТР \| Прибыл на соревнования, но на трассу не выезжал \| \| НПР \| Был заявлен в числе участников, но не прибыл к началу соревнований \| \| О \| Соревнования отменены \| \| \| Не участвовал \| \| Поул-позиция \| \| \| Быстрый круг \| \| |                                                                    |
| Пример | Описание                                                           |
| 1 | Победитель                                                         |
| 2 | Второе место                                                       |
| 3 | Третье место                                                       |
| 5 | Финишировал, заработав очки                                        |
| Сход | Не финишировал, но при этом заработал очки                         |
| 12 | Финишировал, не получив очков                                      |
| НКЛ | Финишировал, но не попал в финальную классификацию                 |
| 15 | Участвовал вне зачёта, либо по отдельной классификации             |
| 18 | Не финишировал, но попал в финальную классификацию                 |
| Сход | Не финишировал                                                     |
| НКВ | Не прошёл квалификацию                                             |
| НПКВ | Не прошёл предквалификацию                                         |
| ДСК | Дисквалифицирован                                                  |
| ИСК | Исключён из протокола соревнований                                 |
| ТТ | Заявлен для участия только в тренировках                           |
| НС | Участвовал в квалификации, но не стартовал в гонке                 |
| Т | Травмирован или болен                                              |
| ОТК | Отказ от участия                                                   |
| НТР | Прибыл на соревнования, но на трассу не выезжал                    |
| НПР | Был заявлен в числе участников, но не прибыл к началу соревнований |
| О | Соревнования отменены                                              |
| | Не участвовал                                                      |
| Поул-позиция |                                                                    |
| Быстрый круг |                                                                    |

| Сезон | Команда | Шасси       | Двигатель | Ш | 1      | 2     | 3      | 4      | 5       | 6        | 7       | 8       | 9     | 10       | 11       | 12     | 13       | 14       | 15      | 16  | Место | Очки |
| ----- | ------- | ----------- | --------- | - | ------ | ----- | ------ | ------ | ------- | -------- | ------- | ------- | ----- | -------- | -------- | ------ | -------- | -------- | ------- | --- | ----- | ---- |
| 1981  | ATS     | ATS D4      | Cosworth  | M | США    | БРА   | АРГ    | САН 13 | БЕЛ НКВ |          |         |         |       |          |          |        |          |          |         |     | 18    | 1    |
| 1981  | ATS     | ATS D5      | Cosworth  | M |        |       |        |        |         | МОН НПКВ | ИСП НКВ |         |       |          |          |        |          |          |         |     | 18    | 1    |
| 1981  | ATS     | ATS D5      | Cosworth  | A |        |       |        |        |         |          |         | ФРА НКВ | ВЕЛ 6 | ГЕР Сход | АВТ Сход | НИД 10 | ИТА Сход | КАН Сход | СИЗ НКВ |     | 18    | 1    |
| 1982  | Tyrrell | Tyrrell 011 | Cosworth  | G | ЮАР 16 | БРА 7 | СШЗ 10 | САН    | БЕЛ     | МОН      | ДЕТ     | КАН     | НИД   | ВЕЛ      | ФРА      | ГЕР    | АВТ      | ШВА      | ИТА     | СИЗ | -     | 0    |